# 20th Century Studios
20th Century Studios (anteriormente 20th Century Fox) é um estúdio de cinema americano, subsidiária da The Walt Disney Studios, uma divisão da The Walt Disney Company. O estúdio está localizado no Fox Studio Lot, na área de Century City, em Los Angeles.
A 20th Century Studios foi um dos maiores estúdios de cinema americanos e fez parte do "Big Six" por mais de 83 anos. Foi formada a partir da fusão da Fox Film Corporation e da Twentieth Century Pictures em 1935. Em 1985, o estúdio foi adquirido pela News Corporation, que foi sucedido pela 21st Century Fox em 2013. Em 2019, a The Walt Disney Company comprou a 20th Century Fox através da aquisição da 21st Century Fox. O nome atual do estúdio foi adaptado em 17 de janeiro de 2020 e o logo alterado em agosto para 20th Century Studios.

## História
A Fox Film Corporation foi formada em 1915 pelo "magnata" pioneiro dos teatros para exibição de filmes, William Fox, que formou a Fox Film após juntar duas empresas que ele havia criado em 1913: Greater New York Film Rental, voltada para a distribuição de filmes, que até então era uma produtora independente; e a Fox (ou Box, dependendo da fonte) Office Attractions Company, uma produtora de cinema. Essas fusões foram umas das primeiras em integração vertical. Apenas um ano antes, a empresa tinha distribuído Gertie the Dinosaur, de Winsor McCay, o pioneiro dos desenhos animados. Sempre mais um empresário que um showman, Fox se concentrou na aquisição e construção de cinemas; os filmes tinham uma posição secundária. O primeiro estúdio para filmagens foi construído em Fort Lee, Nova Jersey, mas em 1917, William Fox enviou Sol M. Wurtzel a Hollywood para supervisionar os procedimentos para construir um estúdio naquela região, devido ao custo-benefício melhor e ao clima mais favorável. Fox havia comprado as instalações em Edendale, Los Angeles do estúdio da Selig Polyscope Company, que vinha fazendo filmes desde 1909, sendo o primeiro estúdio de grande movimento na cidade. 
Com a introdução de tecnologias de som, Fox concentrou-se em adquirir direitos de processos para produção de filmes sonorizados. Nos anos de 1925–1926, Fox comprou os direitos do sistema Tri-Ergon, que havia sido inventado por três alemães, além ainda da contratação dos serviços de Theodore Case. Isso resultou na Sistema de som Movietone, mais tarde conhecida como "Fox Movietone". Naquele mesmo ano, a empresa começou a oferecer filmes com efeitos sonoros, e no ano seguinte a Fox começou a produzir semanalmente a Fox Movietone News, que funcionou até 1963. O crescimento da empresa demandava espaço físico, e em 1926 a Fox adquiriu 300 hectares (1.2 km²) em um campo aberto no oeste de Beverly Hills e construiu a "Movietone City", sendo as instalações mais modernas do período.

Logo da Fox Film em 1915

Quando o rival Marcus Loew morreu em 1927, Fox ofereceu-se para comprar as ações da família dele. A Loew's Inc. controlava mais de 200 cadeias de cinemas, assim como a MGM (que recentemente tinha seus filmes distribuídos internacionalmente pela Fox). Quando a família concordou na venda, a fusão entre a Fox e a Loew's Inc. foi anunciada em 1929. Entrementes, o então diretor do estúdio, Louis B. Mayer, não concordou com o negócio. Usando suas ligações políticas, Mayer entrou com uma denuncia no Departamento de Justiça dos EUA por política de antitruste, numa tentativa de barrar a fusão. Felizmente para Mayer, Fox foi gravemente ferido num acidente de carro no verão daquele de 1929, e quando se recuperou dos ferimentos, ele havia perdido grande parte da sua fortuna na crise de 1929, pondo final ao processo de fusão. 
Endividado e à beira da falência, Fox foi despojado de seu império e acabou na cadeia. A Fox Film, com mais de 500 teatros, foi colocada em liquidação judicial. A única maneira encontrada de evitar a falência da empresa era uma fusão, pois mesmo os prazos estendidos dado pelos bancos não conseguiram sanar as dificuldades econômicas. Sob a direção de Sidney Kent, os bancos proprietários do estúdio começaram a negociar com a Twentieth Century Pictures no início da primavera de 1935.

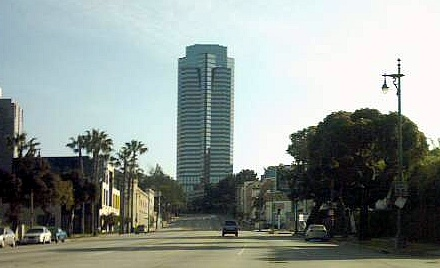
Fox Plaza, na Century City, construído em 1987.

## Twentieth Century Pictures
Twentieth Century Pictures era uma produtora independente de filmes em Hollywood criada em 1933 por Joseph Schenck, ex-presidente da United Artists, Darryl F. Zanuck da Warner Brothers, William Goetz da Fox Films, e Raymond Griffith. O financiamento bancário veio do irmão mais velho de Schenck, Nicholas Schenck e do sogro de Goetz, Louis B. Mayer, diretor da MGM. Os produtos da companhia eram distribuídos pela United Artists (UA), e seus filmes eram realizados em diversos estúdios. Schenck era Presidente da 20th Century enquanto Zanuck ficou responsável pela produção, e Goetz foi nomeado vice. Bem sucedida desde o início, a produção de 1934 de The House of Rothschild foi indicado à Academy Award por melhor filme. Em 1935, a produtora filmou o clássico Les Misérables, da obra de Victor Hugo, que também foi indicado a melhor filme.

## Fusão

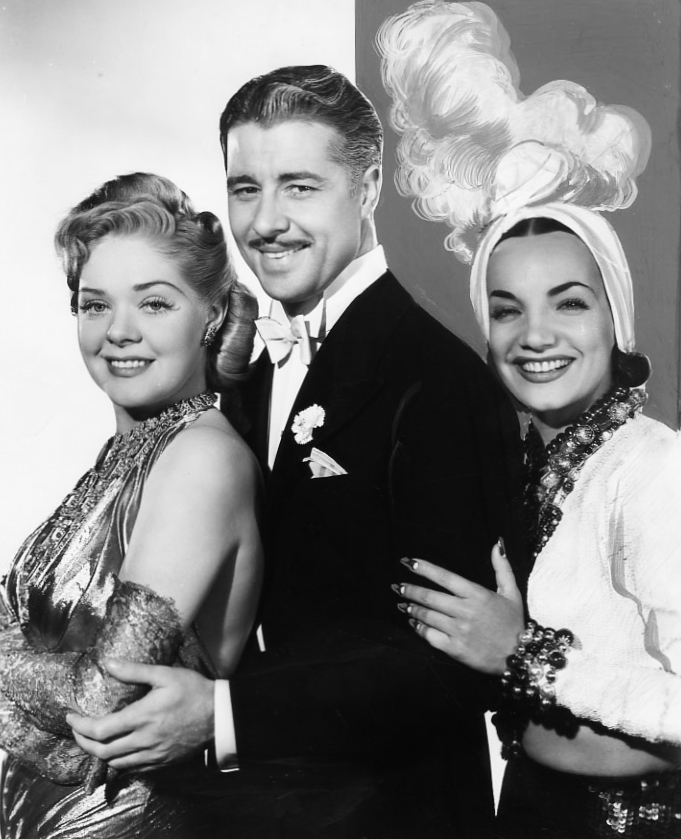
Alice Faye, Don Ameche e Carmen Miranda em Uma Noite no Rio, filme produzido pela 20th Century Fox em 1941.

Joseph Schenck e os administradores da Fox concordaram com a fusão; Spyros Skouras, o então diretor da cadeia de cinemas da costa oeste da Fox, auxiliou na operação (sendo que mais tarde ele se tornaria diretor do estúdio). Embora fosse menor que a Fox, Twentieth Century era o principal sócio na fusão. De início, esperava-se que a nova empresa fosse chamada de "Fox-Twentieth Century." Entrementes, o nome 20th Century era mais visado por Schenck e Zanuck. A empresa era mais rentável que a Fox, e a nova empresa foi então batizada de The Twentieth Century-Fox Film Corporation, sendo reconhecida inicialmente em 31 de maio de 1935; o hífen no nome foi retirado em 1985. Schenck se tornou o principal executivo, enquanto Kent continuou como diretor. Zanuck se tornou vice de produção, tomando o lugar de Winfield Sheehan, que há anos ocupava esse cargo na Fox. Por vários anos, a 20th Century-Fox afirmou ter sido fundada em 1915, ano de fundação da Fox Films Corporation. Todavia, há alguns anos a data foi mudada para 1935, ano da fusão, embora muitos historiadores concordem com a data de 1915. 
Embora possuíssem uma cadeia de cinemas e um estúdio moderno, Zanuck e Schenck achavam que era insuficiente. A maior estrela do estúdio, Will Rogers, morreu em um acidente de avião semanas depois da fusão. Sua estrela principal do sexo feminino, Janet Gaynor, foi perdendo popularidade. As promessas masculinas, James Dunn e Spencer Tracy tinham decaído devido ao vício de bebidas alcoólicas. Zanuck, então, assinou contrato com jovens atores que carregariam a Twentieth Century-Fox por anos: Tyrone Power, Don Ameche, Henry Fonda, Gene Tierney, Sonja Henie, Betty Grable e Carmen Miranda. Dentro das listagens do estúdio, ele encontrou as atrizes Alice Faye e Shirley Temple, favorecendo biografias populares e musicais, Zanuck foi trazendo a Fox de volta à rentabilidade. Graças ao recorde de público durante a Segunda Guerra Mundial, a Fox ultrapassou a RKO Pictures e a poderosa MGM para se tornar o terceiro estúdio mais rentável. Quando Zanuck saiu para servir o exercito por dezoito meses na guerra, seu parceiro minoritário William Goetz conseguiu manter o altos lucros, enfatizando o entretenimento leve. A maior estrela desse período do companhia foi Betty Grable. Em 1942 Spyros Skouras sucedeu Schenck como presidente do estúdio. Juntamente com Zanuck, que retornou em 1943, ele se focou em fazer um retorno definitivo da Fox à rentabilidade. Durante os anos seguintes, com filmes como The Razor's Edge, Wilson, Gentleman's Agreement, The Snake Pit, Boomerang!, e Pinky, Zanuck estabeleceu uma reputação de estúdio provocador, de filmes adultos. Fox também se tornou especializada em adaptações de livros best-sellers, como o livro de Ben Ames Williams, Leave Her to Heaven (1945) estrelando Gene Tierney que foi a maior bilheteria da Fox de 1940. A Fox também produziu musicais da Broadway, incluindo os filmes de Rodgers e Hammerstein, começando com a versão musical de State Fair em 1945, e anos mais tarde, continuando com Carrossel em 1956, The King and I, e The Sound of Music. A empresa Eles também distribuíu, mas não fez, a versão em CinemaScope de Oklahoma! e a versão de 1958 do filme South Pacific. Devido a um escândalo amoroso, Zanuck saiu da Fox e se mudou para Paris, demorando décadas para retornar aos EUA novamente.

## Fanfarra da 20th Century Studios
A Fanfarra da 20th Century Studios é uma composição de Alfred Newman e finalizada em 1933. Alfred Newman foi por muito tempo o chefe do departamento de música da Fox. Em 1954, uma versão mais extensa foi criada para os filmes em CinemaScope, e apresentada pela primeira vez em O Manto Sagrado (1953).

## Problemas financeiros
O sucessor de Zanuck, o produtor Buddy Adler, morreu um ano depois de subir ao cargo. O Presidente Spyros Skouras trouxe uma série de executivos de produção, mas nenhum teve o sucesso Zanuck. Até o início dos anos 1960 a Fox estava em apuros. Um remake do filme de Theda Bara Cleópatra tinha começado em 1959 com Joan Collins na liderança. Como um chamariz publicitário, o produtor Walter Wanger ofereceu um milhão de dólares para Elizabeth Taylor ser a estrela principal, ela aceitou, e os custos de "Cleópatra" começaram a subir, agravada pela relação amorosa desenvolvida por Richard Burton com Taylor no Set de filmagem, causando um frenesi na mídia. 
Enquanto isso, outro remake - de 1940, o hit de Cary Grant My Favorite Wife- foi levado às pressas para a produção em uma tentativa de virar lucro rápido para ajudar a manter a Fox à tona. Foi produzida ainda a comédia romântica intitulada Something's Got to Give - estrelando Marilyn Monroe, a estrela da Fox mais rentável de 1950, com Dean Martin, e do diretor ("George Cukor") — uma Monroe conturbada provocou atrasos nas filmagens, aumentando os custos de produção. Como o orçamento de Cleópatra passou a marca de dez milhões de dólares, a Fox vendeu seu lote de filmagens para a Alcoa em 1961 para arrecadar dinheiro. Após vários meses de pouco progresso, Marilyn Monroe foi demitida de Something's Got to Give e dois meses depois ela foi encontrada morta. 

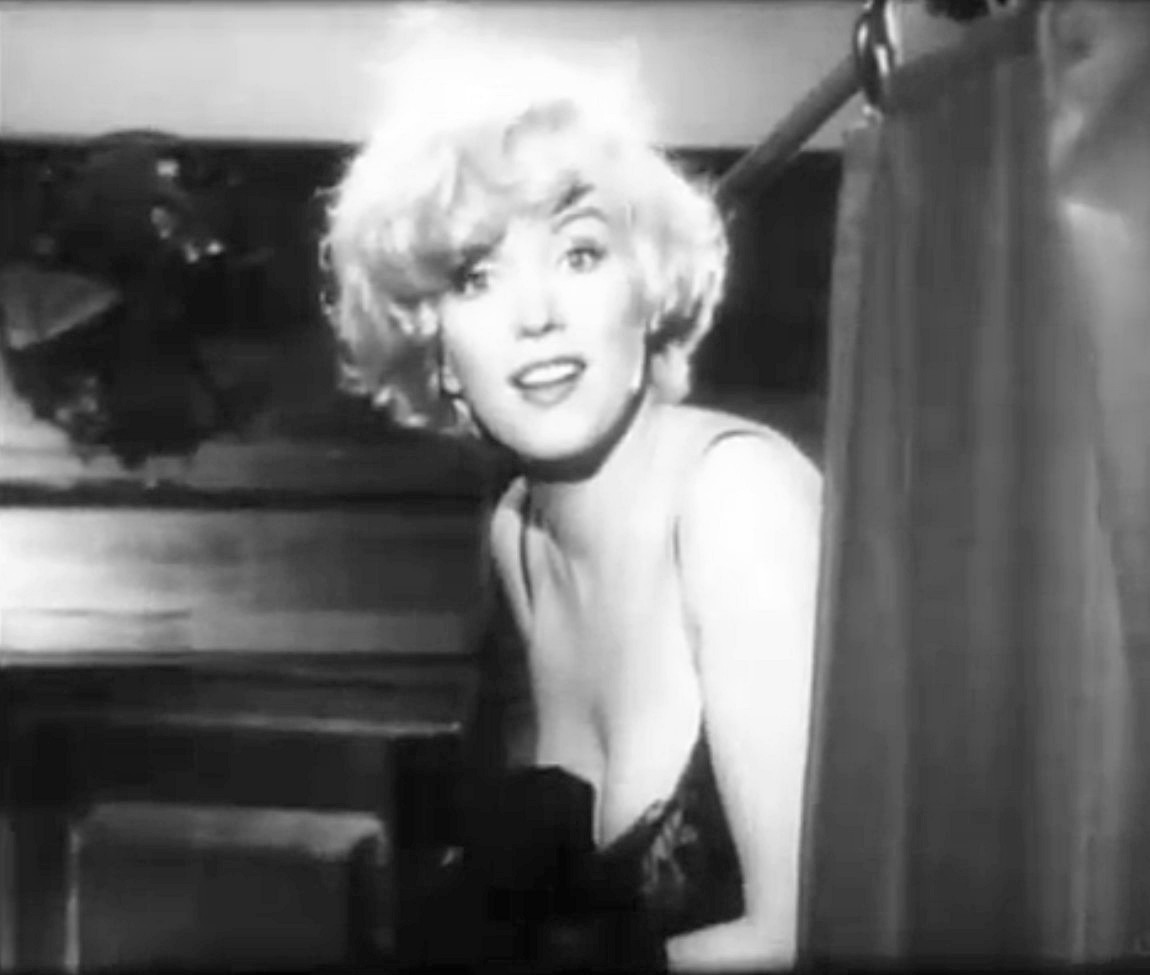
Marilyn Monroe em Some Like It Hot (Quanto mais Quente Melhor).

Com poucos filmes na programação, Skouras queria apressar o épico de guerra de Zanuck The Longest Day, que conta sobre a invasão dos Aliados na Normandia em 6 de junho de 1944, com um grande elenco internacional. Isso acabou por ofender Zanuck ofendido, ainda o maior accionista da Fox, para quem The Longest Day havia sido um longo trabalho de amor e que ele queria produzir há anos. Depois que ficou claro que Something's Got to Give não poderia ser continuado sem Monroe (Martin se recusou a trabalhar com outra pessoa), Skouras finalmente decidiu que algo tinha que ser feito e assinou novamente o contrato dela. Mas dias antes do fim das filmagens, Monroe foi encontrada morta em sua casa em Los Angeles e as cenas do inacabado Something's Got to Give foram arquivados por quase 40 anos. Em vez de ser apressado em sua produção, The Longest Day foi carinhosamente e cuidadosamente produzido sob a supervisão de Zanuck. Ele foi finalmente lançado com mais de duas horas e meia de duração, e passou a ser reconhecido como um dos grandes filmes sobre a Segunda Guerra Mundial. 
Em uma reunião geral do estúdio, Zanuck falou durante oito horas, convencendo diretores que Skouras havia administrado mal a empresa e que ele era o único sucessor possível. Zanuck foi empossado como presidente, e o nome de seu filho Richard Zanuck, foi apontado como diretor. Em sua gestão, devido aos problemas advindos com o filme "Cleópatra", ele demitiu toda a equipe do filme para poupar dinheiro, e eliminou por fim a Movietone Newsreel. Foram realizadas produções mais populares e baratas, numa tentativa de fazer o estúdio voltar a ser rentavel. Nesse período, o maior sucesso veio com o bem sucedido The Sound of Music, uma adaptação musical produzida pela dupla "Rodgers & Hammerstein".
Fox também teve dois outros grandes sucessos de ficção científica nos anos 1960: Fantastic Voyage (que levou Raquel Welch ao estrelato), em 1966, e Planet of the Apes estrelado por Charlton Heston em 1968. Zanuck ficou como presidente até 1971, mas houve vários fracassos caros em sua gestão, tendo a Fox registrado perdas entre 1969 e 1971. Após a sua remoção, e depois de um período de incerteza, a nova administração Fox trouxe de volta o sucesso. Com o novo presidente Dennis Stanfill e chefe de produção Alan Ladd Jr., a Fox voltou sua produção para audiências modernas. 
Em 1977, a Fox lançou uma das maiores bilheterias daquela época Star Wars Episode IV: A New Hope.

## Rupert Murdoch

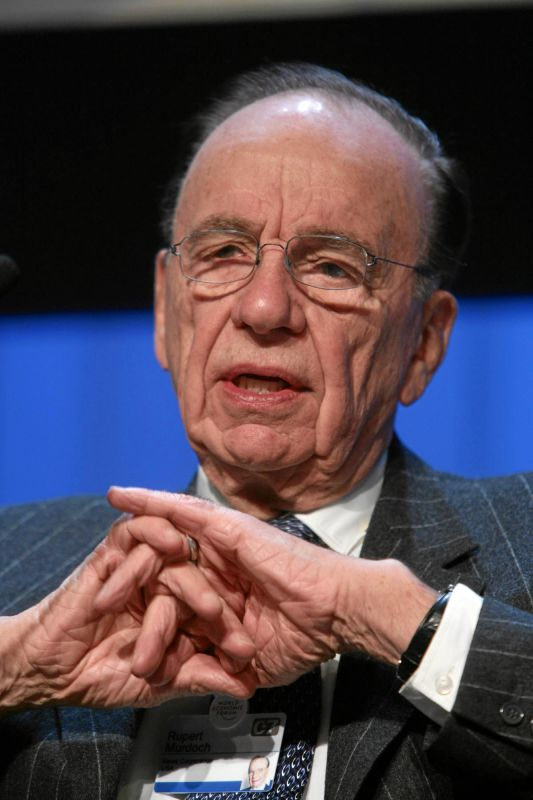
Rupert Murdoch

Com a estabilidade financeira vieram novos donos, e em 1978 o controle da empresa passou para os investidores Marc Rich e Marvin Davis. Por volta de 1985 Rich fugiu dos EUA após não declarar cerca de $ 100 milhões de dólares para a receita, e Davis vendeu a parte do parceiro para a empresa de Rupert Murdoch, a News Corporation. Seis messes depois Davis vendeu sua outra metade da Fox, dando a News Corp o controle completo. Para dirigir o estúdio, Murdoch contratou Barry Diller da Paramount Pictures. Diller trouxe muitas idéias que a antiga empresa tinha se recusado para a Fox, como um investimento mais pesado na Televisão. 
Para fazer isso, a Fox comprou ações da Metromedia, antiga DuMont Television Network, sendo que Murdoch teve que adquirir a cidadania americana. Isso ocorreu em 1985, e no ano seguinte a Fox Broadcasting Company entrou no ar. Nas décadas seguintes esse investimento trouxe resultado, sendo hoje uma das maiores fonte de renda da News Corp.
Em 2000, a MGM mudou sua forma de distribuir filmes internacionalmente. Ate então seus filmes eram distribuídos pela United International Pictures (UIP), uma joint venture da MGM, Universal Pictures, e Paramount Pictures. A UIP foi acusada pela União Europeia de ser um cartel ilegal, e em novembro de 2000 a MGM cortou seus laços com UIP e passou a distribuir seus filmes internacionalmente pela 20th Century Fox e às vezes pela Warner Bros e Sony Pictures.

## Maiores Sucessos

### Fox Film Corporation (1915-1935)
- 1917 - Cleopatra
- 1918 - Golpe de Espião
- 1919 - Perseguindo Arco-íris
- 1923 - A Pequena Senhora
- 1924 - Corações de Carvalho
- 1927 - Alvorecer
- 1933 - Eu Sou Suzanne
- 1934 - Caravana

### 20th Century Pictures (1933-1935)
- 1933 - Dinheiro Sujo
- 1934 - Procurando por Problemas
- 1934 - Nascido para ser Mau
- 1934 - Os Amores de Cellini
- 1934 - O Último Cavalheiro
- 1935 - A Filha do Rebelde
- 1935 - Soldado Profissional
- 1935 - O Conquistador da Índia
- 1935 - A Chamada da Floresta

### 20th Century Fox (1935-2020)
- 1937 - Amor na Primeira Página
- 1939 - Sherlock Holmes
- 1940 - A Lagoa Trágica
- 1950 - O Pequeno Trem de Far West
- 1951 - Me Devolva Minha Esposa
- 1951 - A Manhã está no Lago
- 1954 - Rio Sem Volta
- 1954 - Viúva Negra
- 1955 - Último Trem de Retorno
- 1959 - Fogos do Verão
- 1960 - Crime, Sociedade Anônima
- 1960 - Ester e o Rei
- 1965 - O Voo da Fênix
- 1970 - Las Vegas, Um Casal
- 1970 - O Segredo do Planeta dos Macacos
- 1971 - Os Viciados
- 1977 - Star Wars: Uma Nova Esperança
- 1979 - Alien - O Oitavo Passageiro
- 1980 - Star Wars: O Império Contra Ataca
- 1983 - Star Wars: O Retorno de Jedi
- 1987 - O Predador
- 1988 - Duro de Matar
- 1989 - Fim do Mundo para Nós
- 1990 - Esqueceram de Mim
- 1990 - Edward Mãos de Tesoura
- 1996 - Independence Day
- 1997 - Titanic
- 2000 - X-Men: O Filme
- 2001 - O Planeta dos Macacos
- 2002 - A Era do Gelo
- 2003 - X-Men 2
- 2004 - Alien vs. Predador
- 2005 - Quarteto Fantástico (2005)
- 2005 - Star Wars: A Vingança dos Sith
- 2006 - A Era do Gelo 2
- 2006 - Uma Noite no Museu
- 2006 - X-Men: O Confronto Final
- 2007 - Quarteto Fantástico e o Surfista Prateado
- 2007 - Os Simpsons - o Filme
- 2007 - Alvin e os Esquilos
- 2009 - A Era do Gelo 3
- 2009 - Avatar
- 2009 - X-Men Origens: Wolverine
- 2009 - Uma Noite no Museu 2
- 2010 - Percy Jackson e o Ladrão de Raios
- 2011 - Rio
- 2011 - X-Men: Primeira Classe
- 2012 - A Era do Gelo 4
- 2013 - Wolverine: Imortal
- 2014 - Uma Noite no Museu 3: O Segredo da Tumba
- 2014 - X-Men: Dias de um Futuro Esquecido
- 2015 - Perdido em Marte
- 2015 - Quarteto Fantástico (2015)
- 2016 - A Era do Gelo: O Big-Bang
- 2016 - Deadpool
- 2016 - X-Men: Apocalipse
- 2016 - Bohemian Rhapsody
- 2017 - Logan
- 2018 - Deadpool 2
- 2019 - X-Men: Fênix Negra

### 20th Century Studios (2020-presente)
- 2020 - O Chamado da Floresta
- 2020 - Os Novos Mutantes
- 2020 - O Mensageiro do Último Dia
- 2021 - A Mulher na Janela
- 2021 - Free Guy
- 2021 - Amizade de Férias
- 2021 - O Último Duelo
- 2021 - Ron Bugado
- 2021 - The King's Man
- 2022 - Morte no Nilo
- 2022 - Bob’s Burgers: O Filme
- 2022 - Avatar: O Caminho da Água
- 2023 - A Haunting in Venice
- 2023 - The Creator
- 2024 - The First Omen
- 2024 - Planeta dos Macacos: O Reinado
- 2024 - Alien: Romulus
- 2025 - The Amateur